# Thierry Neuville
Thierry Neuville (Sankt Vith, Bèlgica, 16 de juny de 1988) és un pilot de ral·lis belga que disputa el Campionat Mundial de Ral·lis amb l'equip Hyundai Shell Mobis WRT. El seu actual copilot és Martijn Wydaeghe.
Campió del Món de Ral·lis l'any 2024 i subcampió en cinc ocasions.

## Trajectòria

### Inicis
Neuville debuta amb 17 anys a l'autocross. Dos anys més tard participa a un concurs de la federació belga per a joves pilots que guanya, lo qual li permet disputar el Campionat de Bèlgica de Ral·lis, disputant també el campionat Pirelli Star Driver. L'any següent disputa el Campionat Mundial Júnior, el Campionat de França i el Campionat Belga.
Posteriorment disputa el Intercontinental Rally Challenge del 2010 i 2011 a bord del Peugeot 207 S2000 del equip Peugeot-Bèlgica, aconseguint un podi al 2010 i dues victòries al 2011.

### Citroën (2012)
L'any 2012 fitxa per l'equip Citroën Junior Team per disputar el Campionat Mundial de Ral·lis amb un Citroën DS3 WRC. També disputà algun ral·li del mateix campionat amb el Qatar World Rally Team. Acaba setè del Mundial.

### M-Sport (2013)
La temporada 2013 fitxa per M-Sport per disputar tots els ral·lis del Mundial amb un Ford Fiesta WRC. Aconsegueix set podis, lo que li permet acabar subcampió del Mundial, tan sols superat pel francès Sébastien Ogier.

### Hyundai (2014-actualitat)
Per la temporada 2014 Neuville fitxa per Hyundai Motosport i guanya el seu primer ral·li mundialístic al imposar-se al Ral·li d'Alemanya., no obstant acaba sisè del campionat, el mateix resultat final que aconseguiria al 2015.
Les següents temporades, la 2016, 2017, 2018 i 2019 Neuville acaba sempre subcampió del Mundial, les tres primeres superat per Sébastien Ogier i la darrera per Ott Tänak. En tots aquests anys aconsegueix onze victòries.
La temporada 2020 acaba en quarta posició, mentre que les temporades 2021, 2022 i 2023 ho fa en tercera posició, aconseguint al llarg de tots aquests anys sis victòries, mostrant-se sempre competitivament per sota dels pilots de l'equip Toyota.
Finalment, a la desena temporada amb Hyundai, Neuville aconsegueix esdevenir Campió del Món, la temporada 2024, el que també esdevé el primer títol de pilots per la marca coreana. A més a més, s'imposa al Ral·li de Monte-Carlo i al Ral·li Acròpolis.

## Victòries al WRC
|    | Ral·li                  | Any  | Copilot          | Vehicle                  |
| -- | ----------------------- | ---- | ---------------- | ------------------------ |
| 1  | Ral·li d'Alemanya       | 2014 | Nicolas Gilsoul  | Hyundai i20 WRC          |
| 2  | Ral·li de Sardenya      | 2016 | Nicolas Gilsoul  | Hyundai i20 WRC          |
| 3  | Tour de Còrsega         | 2017 | Nicolas Gilsoul  | Hyundai i20 Coupe WRC    |
| 4  | Ral·li de l'Argentina   | 2017 | Nicolas Gilsoul  | Hyundai i20 Coupe WRC    |
| 5  | Ral·li de Polònia       | 2017 | Nicolas Gilsoul  | Hyundai i20 Coupe WRC    |
| 6  | Ral·li d'Austràlia      | 2017 | Nicolas Gilsoul  | Hyundai i20 Coupe WRC    |
| 7  | Ral·li de Suècia        | 2018 | Nicolas Gilsoul  | Hyundai i20 Coupe WRC    |
| 8  | Ral·li de Portugal      | 2018 | Nicolas Gilsoul  | Hyundai i20 Coupe WRC    |
| 9  | Ral·li de Sardenya      | 2018 | Nicolas Gilsoul  | Hyundai i20 Coupe WRC    |
| 10 | Tour de Còrsega         | 2019 | Nicolas Gilsoul  | Hyundai i20 Coupe WRC    |
| 11 | Ral·li de l'Argentina   | 2019 | Nicolas Gilsoul  | Hyundai i20 Coupe WRC    |
| 12 | Ral·li de Catalunya     | 2019 | Nicolas Gilsoul  | Hyundai i20 Coupe WRC    |
| 13 | Ral·li de Monte-Carlo   | 2020 | Nicolas Gilsoul  | Hyundai i20 Coupe WRC    |
| 14 | Ral·li d'Ypres          | 2021 | Martijn Wydaeghe | Hyundai i20 Coupe WRC    |
| 15 | Ral·li de Catalunya     | 2021 | Martijn Wydaeghe | Hyundai i20 Coupe WRC    |
| 16 | Ral·li Acròpolis        | 2022 | Martijn Wydaeghe | Hyundai i20 N WRC Rally1 |
| 17 | Ral·li del Japó         | 2022 | Martijn Wydaeghe | Hyundai i20 N WRC Rally1 |
| 18 | Ral·li de Sardenya      | 2023 | Martijn Wydaeghe | Hyundai i20 N WRC Rally1 |
| 19 | Ral·li d'Europa Central | 2023 | Martijn Wydaeghe | Hyundai i20 N WRC Rally1 |
| 20 | Ral·li de Monte-Carlo   | 2024 | Martijn Wydaeghe | Hyundai i20 N WRC Rally1 |
| 21 | Ral·li Acròpolis        | 2024 | Martijn Wydaeghe | Hyundai i20 N WRC Rally1 |